# Flugplatz Kaolack

i7
i11
i13
Der Flugplatz Kaolack (französisch Aérodrome de Kaolack, IATA-Code: KLC, ICAO-Code: GOOK) ist ein Flughafen außerhalb der Stadt Kaolack in der Region Kaolack im Westen Senegals.
Der Flugplatz wird von der Regierung Senegals für die zivile Luftfahrt betrieben. Er liegt an der Nationalstraße N 1 rund zweieinhalb Kilometer östlich des Stadtzentrums.